# Mario Allegretti
Mario Allegretti (Vignola, 6 settembre 1919 – Saltino, 10 aprile 1945) è stato un militare e partigiano italiano, decorato con la medaglia d'oro al valor militare alla memoria.

## Biografia
Nato a Vignola (provincia di Modena) il 6 settembre 1919, figlio di Antonio e Rosa Vedovelli, dopo essersi laureato in giurisprudenza presso l'Università di Modena entrò nel regio Esercito con il grado di sottotenente di complemento, assegnato al 33º Reggimento carristi di stanza a Parma.
Dopo la caduta del fascismo, nel breve periodo del Governo Badoglio, aveva aderito al Partito d'Azione insieme al fratello Franco.  Al momento della proclamazione dell'armistizio si era dato all'organizzazione delle prime formazioni partigiane di Giustizia e Libertà. Ricercato venne arrestato nel giugno 1944 e rimesso in libertà per intervento del CLN raggiungendo le bande attive nella zona di Montefiorino, Ospitaletto, Pianorso e delle Are Vecchie. Per il suo coraggio gli fu affidato il comando della formazione "Italia libera" e quindi di tutte le formazioni partigiane che rifiutò per non abbandonare i suoi compagni. Nel novembre di quello stesso anno assunse il comando della 34ª Brigata "Monte Santa Giulia" inquadrata nella Divisione "Modena Montagna", che comandò valorosamente sino allo scontro finale.
Morì a Saltino il 10 aprile del 1945, combattendo le forze tedesche durante la difesa di monte Santa Giulia.

## Riconoscimenti
A lui è stato intitolato il Liceo di Vignola e una lapide a Saltino sul Secchia, il luogo dove morì. Inoltre gli è stata dedicata una via e della  Casa dello Studente dell'università di Modena.